# Lecieszyn
Lecieszyn (biał. Лецяшын, ros. Летешин) – wieś na Białorusi, w rejonie kleckim obwodu mińskiego, około 9 km na wschód od Klecka. Od 2013 roku w sielsowiecie Czerwona Gwiazda.
Wieś szlachecka położona była w końcu XVIII wieku w powiecie nowogródzkim województwa nowogródzkiego. 

## Historia
W 1788 roku od Niesiołowskich majątek ten kupił Franciszek Czarnocki (1757–1842), wtedy podstoli witebski, dziedzic paru innych majątków w ówczesnym Księstwie Kopylsko-Słuckim. Od tego momentu aż do 1939 roku dobra te były własnością rodziny Czarnockich. Po Franciszku kolejnymi właścicielami byli: jego syn Karol Czarnocki (1793–1870), syn Karola Gustaw Czarnocki (zm. w 1890) i syn Gustawa Stefan Czarnocki (ur. w 1876, zm. prawdopodobnie w więzieniu w Mińsku w 1941 roku).
Po II rozbiorze Polski w 1793 roku Lecieszyn, wcześniej należący do województwa nowogródzkiego Rzeczypospolitej, znalazł się na terenie powiatu słuckiego (ujezdu) guberni mińskiej Imperium Rosyjskiego. Po ustabilizowaniu się granicy polsko-radzieckiej w 1921 roku Lecieszyn wrócił do Polski, znalazł się w  gminie Hrycewicze w powiecie nieświeskim województwa nowogródzkiego (granica państwa leżała mniej niż 1 kilometr na wschód od dworu), od 1945 roku – w ZSRR, od 1991 roku – na terenie Republiki Białorusi.
W 2009 roku w Lecieszynie mieszkało 56 osób.

## Dwór
Franciszek Czarnocki wybudował najprawdopodobniej w 1793 roku (taka data istniała na budynku) dwór z bali modrzewiowych. Był to dom wzniesiony na planie czworokąta, początkowo trzynastoosiowy, przykryty dosyć wysokim, gładkim, gontowym, czterospadowym dachem. Później dobudowano do dworu dwuosiowe skrzydła, nieco cofnięte, patrząc od strony podjazdu. Centralny portyk był zwieńczony trójkątnym szczytem wspartym na czterech kolumnach, kryjących niskie pięterko z balkonem. W centrum elewacji ogrodowej znajdował się płytki ryzalit z portfenetrem i dwoma oknami, zwieńczonymi półkoliście. Do ryzalitu przylegał taras. Wnętrze było dwuktraktowe, liczyło łącznie 21 pomieszczeń. Środkową część dworu od strony ogrodu stanowił wielki kwadratowy salon o powierzchni 100 m². Na ścianach salonu wisiały obrazy pędzla m.in. Lampiego (młodszego), Rustema, Juliusza Kossaka (przedstawiający pojedynek Adama Tarły z Kazimierzem Poniatowskim).
Po obu stronach dworu zaprojektowano duże okrągłe gazony. Za gazonem ogrodowym do pobliskiego stawu wiodła aleja lipowa. Za stawem widoczne były z salonu w prześwicie alei pola i wiejski cmentarz. Przed ogromnym, frontowym gazonem stała murowana brama wjazdowa o czterech kwadratowych słupach. Po prawej stronie od bramy istniała wybudowana w 1811 roku kwadratowa, drewniana kaplica z portykiem całej jej szerokości. Na stopniach jej ołtarza leżał modlitewnik perski, uważany za wyjątkowo cenny. Obok kaplicy rosła stara, 500-letnia lipa. Wisiał na niej dzwon. Po lewej stronie bramy schowana w starodrzewiu była stajnia koni wyjazdowych. Przy gazonie wybudowano w połowie XIX wieku murowaną oficynę, która przez wiele lat służyła jako biblioteka, w której zgromadzono ponad 5000 książek, w tym wiele cymeliów.
Dom był otoczony kilkuhektarowym, tradycyjnym parkiem poprzecinamym alejami.
Dwór z zabudowaniami nie uległ zniszczeniu w czasie I wojny światowej. Cenniejsze przedmioty wywieziono do Mińska, a później, w 1920 roku, do Warszawy. Jednak wszystko, co pozostało, zostało splądrowane, sprofanowano nawet groby w kaplicy. Pod koniec II wojny światowej cały dwór został spalony. 
Pozostały resztki parku, dwie piękne aleje dębowe (194 drzewa). Osiem starych lip wskazuje miejsce, gdzie kiedyś stał dwór. Na terenie dworu stoją obecnie dwa drewniane zabudowania, jednak nie wiadomo, czy pochodzą sprzed I wojny światowej.
Majątek w Lecieszynie został opisany w 2. tomie Dziejów rezydencji na dawnych kresach Rzeczypospolitej Romana Aftanazego.